# ASP.NET MVC Framework
ASP.NET MVCは、マイクロソフトによって開発されたWebアプリケーションフレームワークであり、 Model View Controller （MVC）パターンを実装している。新規の開発はすでに停止している。 プロプライエタリソフトウェアであるASP.NET Web Formsとは分離されており、ASP.NET MVCはオープンソースソフトウェアとなっている。
その後、ASP.NET Coreがリリースされ、ASP.NET、ASP.NET MVC、ASP.NET Web API、ASP.NET Web Pages  (Razorページのみを使用するプラットフォーム)が統合された。 MVC 6はCoreのために放棄され、リリース予定はない。Coreは現在、「.NET 5」に統合予定である。 

## 背景
ASP.NETをベースとしているASP.NET MVCを使用すると、ソフトウェア開発者は、モデル、ビュー、コントローラーの3つの役割の組み合わせでWebアプリケーションを構築できる。 MVCモデルは、次の3つの論理層でWebアプリケーションを定義する。
- モデル（ビジネス層）
- ビュー（表示レイヤー）
- コントローラー（入力制御）

モデルは、アプリケーションの特定の側面の状態を表す。コントローラーは相互作用を処理し、アプリケーションの状態の変化を反映するようにモデルを更新してから、情報をビューに渡す。ビューは、コントローラーから必要な情報を受け取り、その情報を表示するためのユーザインタフェースを描画する。 
2009年4月、ASP.NET MVCソースコードは、 Microsoft Public License (MS-PL) の下でリリースされた。 
「ASP.NET MVCフレームワークは、既存のASP.NETの機能と統合された、軽量で高度にテスト可能なプレゼンテーションフレームワークである。これらの統合された機能のいくつかは、マスターページとメンバーシップベースの認証を使う。 MVCフレームワークはSystem.Web.Mvcアセンブリで定義されている。」 
ASP.NET MVCフレームワークは、インタフェースベースのコントラクトを使用してモデル、ビュー、およびコントローラーを結合し、それによって各コンポーネントを個別にテストできるようにする。

### Apache License2.0リリース
2012年3月、 スコット・ガスリーはブログで、マイクロソフトがオープンソースライセンス（Apache License 2.0）に基づきWebスタックの一部（ASP.NET MVC、 Razor 、およびWeb APIを含む）をリリースしたことを発表した。 
ガスリーは次のように述べた。「そうすることで、コミュニティの全員がコードチェックイン、バグ修正、新機能の開発に関与してフィードバックを提供し、ソースコードとテストの最新バージョンの製品を毎日使用してビルドおよびテストできる、よりオープンな開発モデルが可能になる。」
ソースコードはCodePlexで公開されている。 ASP.NET Web Formsは、さまざまな理由でこのイニシアチブに含まれていない。 

## リリース履歴
| 日付           | バージョン                   |
| -------------- | ---------------------------- |
| 2007年12月10日 | ASP.NET MVC CTP              |
| 2009年3月13日  | ASP.NET MVC 1.0              |
| 2009年12月16日 | ASP.NET MVC 2 RC             |
| 2010年2月4日   | ASP.NET MVC 2 RC 2           |
| 2010年3月10日  | ASP.NET MVC 2                |
| 2010年10月6日  | ASP.NET MVC3ベータ版         |
| 2010年11月9日  | ASP.NET MVC 3 RC             |
| 2010年12月10日 | ASP.NET MVC 3 RC 2           |
| 2011年1月13日  | ASP.NET MVC 3                |
| 2011年9月20日  | ASP.NET MVC4開発者プレビュー |
| 2012年2月15日  | ASP.NET MVC4ベータ版         |
| 2012年5月31日  | ASP.NET MVC 4 RC             |
| 2012年8月15日  | ASP.NET MVC 4                |
| 2013年5月30日  | ASP.NET MVC 4 4.0.30506.0    |
| 2013年6月26日  | ASP.NET MVC5プレビュー       |
| 2013年8月23日  | ASP.NET MVC 5 RC 1           |
| 2013年10月17日 | ASP.NET MVC 5                |
| 2014年1月17日  | ASP.NET MVC 5.1              |
| 2014年2月10日  | ASP.NET MVC 5.1.1            |
| 2014年4月4日   | ASP.NET MVC 5.1.2            |
| 2014年6月22日  | ASP.NET MVC 5.1.3            |
| 2014年7月1日   | ASP.NET MVC 5.2.0            |
| 2014年8月28日  | ASP.NET MVC 5.2.2            |
| 2015年2月9日   | ASP.NET MVC 5.2.3            |
| 2018年2月12日  | ASP.NET MVC 5.2.4            |
| 2018年5月2日   | ASP.NET MVC 5.2.5            |
| 2018年5月11日  | ASP.NET MVC 5.2.6            |
| 2018年11月29日 | ASP.NET MVC 5.2.7            |

| 日付           | バージョン                 |
| -------------- | -------------------------- |
| 2016年5月17日  | ASP.NET Core MVC 1.0.0-rc2 |
| 2016年8月12日  | ASP.NET Core MVC 1.0.0     |
| 2016年8月17日  | ASP.NET Core MVC 1.0.1     |
| 2016年11月17日 | ASP.NET Core MVC 1.0.2     |
| 2017年3月6日   | ASP.NET Core MVC 1.0.3     |
| 2017年5月9日   | ASP.NET Core MVC 1.0.4     |
| 2017年9月20日  | ASP.NET Core MVC 1.0.5     |
| 2016年11月14日 | ASP.NET Core MVC 1.0.6     |
| 2016年11月16日 | ASP.NET Core MVC 1.1.0     |
| 2017年1月27日  | ASP.NET Core MVC 1.1.1     |
| 2017年3月6日   | ASP.NET Core MVC 1.1.2     |
| 2017年5月9日   | ASP.NET Core MVC 1.1.3     |
| 2017年9月20日  | ASP.NET Core MVC 1.1.4     |
| 2017年11月14日 | ASP.NET Core MVC 1.1.5     |
| 2017年12月12日 | ASP.NET Core MVC 1.1.6     |
| 2018年3月13日  | ASP.NET Core MVC 1.1.7     |
| 2017年8月11日  | ASP.NET Core MVC 2.0.0     |
| 2017年11月14日 | ASP.NET Core MVC 2.0.1     |
| 2018年1月9日   | ASP.NET Core MVC 2.0.2     |
| 2018年3月13日  | ASP.NET Core MVC 2.0.3     |
| 2018年5月30日  | ASP.NET Core MVC 2.1.0     |
| 2018年6月18日  | ASP.NET Core MVC 2.1.1     |
| 2018年12月4日  | ASP.NET Core MVC 2.2.0     |
| 2019年9月29日  | ASP.NET Core MVC 3.0.0     |
| 2019年12月3日  | ASP.NET Core MVC 3.1.0     |
| 2020年1月14日  | ASP.NET Core MVC 3.1.1     |

## ビューエンジン
ASP.NET MVC3およびMVC4フレームワークで使用されるビューエンジンは、 RazorとWeb Formsである。 両方のビューエンジンともMVC3フレームワークの一部である。デフォルトでは、MVCフレームワークのビューエンジンは、Razor .cshtmlと.vbhtml 、またはWeb Formsの.aspxページを使用して、データを構成するユーザインタフェースページのレイアウトを設計する。異なるビューエンジンも使用できる。 さらに、デフォルトのASP.NET Web Formsのポストバックモデルの替わりに、すべての対話はASP.NET ルーティングメカニズムを通じてコントローラーにルーティングされる。ビューは異なるURLにマップできる。 
その他のビューエンジン：
- MVCContribライブラリには、Brail、NDjango、NHaml、NVelocity、SharpTiles、Spark、StringTemplate、XSLTの8つの代替ビューエンジンが含まれる[38]。
- StringTemplate View Engineは.NETにポートされたJavaテンプレートエンジンであるStringTemplateを利用する [39]。
- SparkはASP.NET MVC（およびCastle Project MonoRail）フレームワークのビューエンジンである[40]。
- NDjangoはDjango Webフレームワークのテンプレート言語の.NETへのポートであえる。 F#で記述されており、IntelliSenseの完全サポートを含むVisual Studio拡張機能が付属している[41]。
- Naked Objects for .NETは、ASP.NET MVCを使用したNaked Objectsパターンの実装である。